# Статья 248-bis

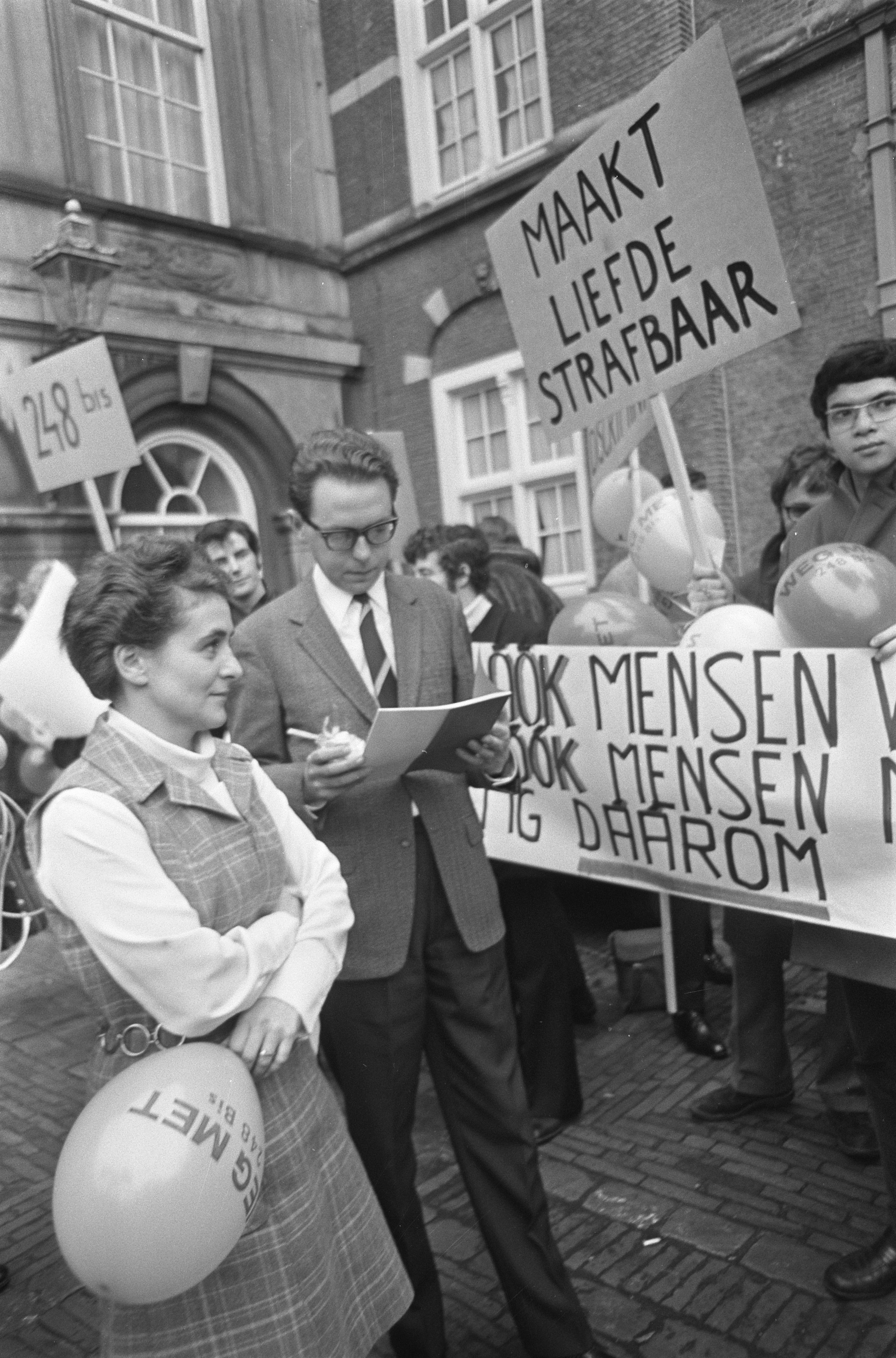
Демонстрация против статьи 248^{bis} в Гааге, 21 января 1969 года

Статья 248bis уголовного кодекса Нидерландов была введена в 1911 году и существовала до 1971 года. Статья предусматривала лишение свободы за однополые сексуальные контакты с несовершеннолетними (в то время совершеннолетними считались лица, достигшие возраста 21 года). Всего по данной статье было осуждено более 5 тысяч человек, три четверти из них — отправлено в тюрьмы.

## Предыстория
После того, как Королевство Голландия была аннексирована Францией и на её территории в 1811 году вступил в действие уголовный кодекс Наполеона, гомосексуальные контакты перестали уголовно преследоваться. Также голландское законодательство не содержало никаких специальных указаний относительно гомосексуальной проституции.
Однако несмотря на отсутствие законов, рассматривающих однополые сексуальные контакты иначе, чем разнополые, в обществе гомосексуальность, по-прежнему, считалась безнравственностью и «преступлением против нравственности», включающие гомосексуальные действия, наказывались, как правило, несколько строже, чем аналогичные преступления, включающие гетеросексуальные действия.

## Введение уголовной статьи
В 1911 году в уголовный кодекс была введена статья 248bis, предусматривающая тюремное заключение за однополые сексуальные контакты с несовершеннолетними (то есть с лицами моложе 21 года).

248bis. Совершеннолетний, совершивший разврат с несовершеннолетним лицом того же пола, о несовершеннолетии которого он знал или мог предполагать, наказывается лишением свободы до четырёх лет.
Оригинальный текст (нид.)248bis. De meerderjarige, die met een minderjarige van hetzelfde geslacht wiens minderjarigheid hij kent of redelijkerwijs moet vermoeden, ontucht pleegt, wordt gestraft met gevangenisstraf van ten hoogste vier jaar.

Введение данной статьи было направлено на защиту молодёжи от «гомосексуального совращения», так как считалось, что гомосексуалы предпочитают удовлетворять свои сексуальные потребности с юными партнёрами. Вместе с введением статьи полиция начала вести картотеку всех гомосексуалов как потенциальных совратителей. Так, в 1939 году 1,69 % всех амстердамских мужчин старше 18 лет стояли на учёте в картотеке в связи с подозрением на гомосексуальность. Согласно предположениям полиции, эти данные должны были покрывать половину всех гомосексуалов Амстердама. Кроме того, полицейскими проводились слежки за известными местами встреч гомосексуалов.

## Последующие события
В 1912 году в Нидерландах было создано местное отделение Научно-гуманитарного комитета, перенявшее методы работы материнской организации в Германии, проводя информационные кампании о гомосексуальности.
В 1930-х годах предпринимались попытки продвижения законопроекта, запрещающего любое одобрение гомосексуальности, а также попытки создания центрального бюро по борьбе с гомосексуализмом. Увеличение репрессивных мер против гомосексуалов привело к попыткам создания в 1920-30-х годах правозащитных организаций и журналов по немецкому образцу. Однако эти попытки пресекались полицией — участников арестовывали и допрашивали.
21 января 1969 года в Нидерландах прошла демонстрация против статьи 248bis, ставшая первой в Нидерландах демонстрацией в защиту прав ЛГБТ. Gezondheidsraad, независимый научный орган, дающий советы правительству и парламенту по вопросам медицины и здравоохранения, назначил комиссию, единогласно заключившую, что не только не существует причин медицинского, гигиенического и психосоциального характера по которым отмена статьи 248bis могла бы быть нежелательна, но более того, имеется целый ряд преимуществ, следующих из возможной отмены статьи.
Статья 248bis была отменена в 1971 году.